# Iris brzhezitzky
Iris brzhezitzky är en irisväxtart som beskrevs av Aleksandr Alfonsovitj Grossgejm. Iris brzhezitzky ingår i släktet irisar, och familjen irisväxter. Inga underarter finns listade i Catalogue of Life.